# Amauridia heterochrosis
Amauridia heterochrosis är en fjärilsart som beskrevs av George Francis Hampson. Amauridia heterochrosis ingår i släktet Amauridia och familjen nattflyn. Inga underarter finns listade i Catalogue of Life.